# گلانز
کلاهک آلت تناسلی یا گلانز (به انگلیسی: Glans) (‎/ɡlænz/‎ , جمع "غده" ‎/ˈɡlændiːz/‎؛ از کلمه لاتین " بلوط ") یک ساختار عروقی که در نوک آلت تناسلی در پستانداران نر یا ساختار تناسلی همولوگ کلیتوریس در پستانداران ماده‌است.

## ساختار
ساختار بیرونی گلن از غشای مخاطی تشکیل شده است که معمولاً توسط پوست ختنه گاه یا کلاه کلیتورال در اندام تناسلی گسترش یافته پوشیده شده است. این پوشش که به آن پریپوس می‌گویند معمولاً در بزرگسالی قابل جمع شدن است مگر اینکه با انجام ختنه برداشته شود.
سر به‌طور طبیعی به فرنولوم آلت تناسلی یا کلیتوریس و همچنین لبه (فرج) داخلی در زنان و پوست ختنه گاه در مردان می‌پیوندد. در بحث‌های غیر فنی یا جنسی، اغلب کلمه «کلیتوریس» به تنهایی به این بر آمدگی خارجی اشاره دارد، به استثنای کلاهک کلیتورال، فرنولوم و اندام داخلی کلیتوریس. به‌طور مشابه، عبارات «نوک» یا «سر» آلت تناسلی تنها به آن اشاره دارد.

## تفاوت‌های جنسی در انسان‌ها
در مردان، غده به عنوان سرنره (گلانس آلت تناسلی) شناخته می‌شود، در حالی که در زنان این اندام به عنوان کلیتوریس شناخته می‌شود.
در زنان، کلیتوریس بالای مجرای ادرار قرار دارد. غده کلیتوریس بیشترین اعصاب را در اندام تناسلی خارجی زن دارا است.

## تفاوت‌های جنسی در سایر پستانداران
در کفتارهای خالدار، آلت تناسلی کاذب ماده را می‌توان از ضخامت بیشتر و دهانه‌های گردتر آن از آلت تناسلی نر تشخیص داد. در هر دو کفتار خالدار نر و ماده، قاعده غده با برآمدگی‌های آلت تناسلی پوشیده شده است.

## توسعه
در تکوین اندام‌های ادراری و تناسلی، کلاهک از توبرکال تناسلی مشتق می‌شود.